# Institut für Entwicklung und Frieden
Das Institut für Entwicklung und Frieden (INEF)  wurde 1990 als eine Forschungseinrichtung des Fachbereiches Gesellschaftswissenschaften der Universität Duisburg-Essen in Kooperation mit der Stiftung Entwicklung und Frieden (SEF) gegründet. Es liegt auf dem Campus Duisburg.

## Organisation
Von 1990 bis Mai 2006 war Franz Nuscheler Direktor des Instituts für Entwicklung und Frieden. Seit Mai 2006 wird das Institut von Tobias Debiel geleitet.

## Forschungsprogramm
Das INEF forscht als einziges Forschungsinstitut in Deutschland an der Schnittstelle zwischen Entwicklung und Frieden.
Die aktuellen Forschungsbereiche unterteilen sich dabei in:
- Global Governance und Human Security
- Gewaltkonflikte und Friedensstrategien
- Entwicklung und Menschenrechte

Seit dem Wintersemester 2006/2007 bietet das INEF in Zusammenarbeit
mit dem Institut für Politikwissenschaft der Universität Duisburg-Essen den Masterstudiengang „Internationale Beziehungen und Entwicklungspolitik“ an. Der Studiengang soll die Ausbildung im Fachgebiet Internationale Beziehungen mit dem Teilgebiet Entwicklungspolitik verbinden.

## Publikationen
Neben den eigenen Publikationsreihen INEF-Report, INEF Policy Brief und dem Jahrbuch Menschenrechte veröffentlicht das Institut jährlich zusammen mit den Forschungsinstituten BICC, FEST, PRIF und IFSH das Friedensgutachten.
In Kooperation mit der Stiftung Entwicklung und Frieden (SEF) erscheinen außerdem die Reihe EINE Welt, Policy Papers und den Newsletter SEF/INEF News.